# Fehérhasú harkály
A fehérhasú harkály (Dryocopus javensis) a madarak (Aves) osztályának harkályalakúak (Piciformes) rendjébe, ezen belül a harkályfélék (Picidae) családjába tartozó faj.

## Előfordulása
India, Kína, Malajzia területén és a Koreai-félszigeten él. Erdők lakója.

## Alfajai
- †Dryocopus pileatus cebuensis
- Dryocopus pileatus confusus
- Dryocopus pileatus esthloterus
- Dryocopus pileatus feddeni
- Dryocopus pileatus forresti Rothschild, 1922
- Dryocopus pileatus hargitti
- Dryocopus pileatus hodgsonii (Jerdon, 1840)
- Dryocopus pileatus javensis
- Dryocopus pileatus mindorensis
- Dryocopus pileatus multilunatus
- Dryocopus pileatus parvus
- Dryocopus pileatus pectoralis
- Dryocopus pileatus philippinensis
- Dryocopus pileatus richardsi Tristram, 1879
- Dryocopus pileatus suluensis

## Megjelenése
Testhossza 42-48 centiméter. Csőre hegyes és erős. Fejtetője vörös, hasa fehér. A tollruhája fekete.

## Életmódja
Főleg rovarokkal, lárvákkal táplálkozik.

## Szaporodása
Fákba vájt üregbe rakja tojásait.